# Heraklion
Heraklion hay Iraklion (tiếng Hy Lạp: Ηράκλειο, Irákleio, phát âm tiếng Hy Lạp: [iˈraklio]) là một thành phố lớn nhất và là thủ phủ của Crete, Hy Lạp. Thành phố Heraklion có diện tích km2, dân số thời điểm năm 2007 là 140.357 người. Đây là thành phố lớn thứ 4 tại Hy Lạp. Phế tích Knossos nằm gần thành phố này. Thành phố có Sân bay quốc tế Heraklion, "Nikos Kazantzakis".

## Khí hậu
| Dữ liệu khí hậu của Heraklion (1961–1990) | Dữ liệu khí hậu của Heraklion (1961–1990) | Dữ liệu khí hậu của Heraklion (1961–1990) | Dữ liệu khí hậu của Heraklion (1961–1990) | Dữ liệu khí hậu của Heraklion (1961–1990) | Dữ liệu khí hậu của Heraklion (1961–1990) | Dữ liệu khí hậu của Heraklion (1961–1990) | Dữ liệu khí hậu của Heraklion (1961–1990) | Dữ liệu khí hậu của Heraklion (1961–1990) | Dữ liệu khí hậu của Heraklion (1961–1990) | Dữ liệu khí hậu của Heraklion (1961–1990) | Dữ liệu khí hậu của Heraklion (1961–1990) | Dữ liệu khí hậu của Heraklion (1961–1990) | Dữ liệu khí hậu của Heraklion (1961–1990) |
| Tháng                                     | 1                                         | 2                                         | 3                                         | 4                                         | 5                                         | 6                                         | 7                                         | 8                                         | 9                                         | 10                                        | 11                                        | 12                                        | Năm                                       |
| ----------------------------------------- | ----------------------------------------- | ----------------------------------------- | ----------------------------------------- | ----------------------------------------- | ----------------------------------------- | ----------------------------------------- | ----------------------------------------- | ----------------------------------------- | ----------------------------------------- | ----------------------------------------- | ----------------------------------------- | ----------------------------------------- | ----------------------------------------- |
| Cao kỉ lục °C (°F)                        | 24.8 (76.6)                               | 26.2 (79.2)                               | 29.4 (84.9)                               | 34.5 (94.1)                               | 38.0 (100.4)                              | 41.3 (106.3)                              | 41.0 (105.8)                              | 42.0 (107.6)                              | 39.5 (103.1)                              | 35.7 (96.3)                               | 31.2 (88.2)                               | 28.5 (83.3)                               | 42.0 (107.6)                              |
| Trung bình ngày tối đa °C (°F)            | 15.2 (59.4)                               | 15.5 (59.9)                               | 16.8 (62.2)                               | 20.2 (68.4)                               | 23.5 (74.3)                               | 27.3 (81.1)                               | 28.6 (83.5)                               | 28.4 (83.1)                               | 26.4 (79.5)                               | 23.1 (73.6)                               | 20.1 (68.2)                               | 17.0 (62.6)                               | 21.8 (71.2)                               |
| Trung bình ngày °C (°F)                   | 12.0 (53.6)                               | 12.2 (54.0)                               | 13.6 (56.5)                               | 16.6 (61.9)                               | 20.3 (68.5)                               | 24.3 (75.7)                               | 26.1 (79.0)                               | 25.9 (78.6)                               | 23.5 (74.3)                               | 19.9 (67.8)                               | 16.6 (61.9)                               | 13.8 (56.8)                               | 18.7 (65.7)                               |
| Tối thiểu trung bình ngày °C (°F)         | 9.0 (48.2)                                | 9.0 (48.2)                                | 9.8 (49.6)                                | 12.0 (53.6)                               | 14.9 (58.8)                               | 19.0 (66.2)                               | 21.7 (71.1)                               | 21.7 (71.1)                               | 19.3 (66.7)                               | 16.5 (61.7)                               | 13.4 (56.1)                               | 10.9 (51.6)                               | 14.8 (58.6)                               |
| Thấp kỉ lục °C (°F)                       | 0.2 (32.4)                                | 0.2 (32.4)                                | 0.3 (32.5)                                | 4.4 (39.9)                                | 6.0 (42.8)                                | 12.2 (54.0)                               | 16.2 (61.2)                               | 16.6 (61.9)                               | 12.5 (54.5)                               | 8.7 (47.7)                                | 4.4 (39.9)                                | 2.4 (36.3)                                | 0.2 (32.4)                                |
| Lượng Giáng thủy trung bình mm (inches)   | 91.5 (3.60)                               | 77.4 (3.05)                               | 57.4 (2.26)                               | 30.0 (1.18)                               | 15.2 (0.60)                               | 3.2 (0.13)                                | 1.0 (0.04)                                | 0.7 (0.03)                                | 19.5 (0.77)                               | 68.8 (2.71)                               | 58.8 (2.31)                               | 77.1 (3.04)                               | 500.6 (19.71)                             |
| Số ngày giáng thủy trung bình (≥ 1.0 mm)  | 10.1                                      | 9.1                                       | 6.9                                       | 3.4                                       | 1.9                                       | 0.5                                       | 0.1                                       | 0.1                                       | 1.3                                       | 4.9                                       | 6.0                                       | 8.9                                       | 53.2                                      |
| Độ ẩm tương đối trung bình (%)            | 67.6                                      | 66.5                                      | 66.1                                      | 62.0                                      | 60.6                                      | 56.7                                      | 56.9                                      | 58.2                                      | 61.3                                      | 65.9                                      | 67.4                                      | 67.5                                      | 63.1                                      |
| Số giờ nắng trung bình tháng              | 116.4                                     | 121.0                                     | 177.5                                     | 226.5                                     | 301.2                                     | 350.9                                     | 371.9                                     | 346.1                                     | 280.9                                     | 197.5                                     | 149.2                                     | 121.1                                     | 2.760,2                                   |
| Nguồn: NOAA                               |                                           |                                           |                                           |                                           |                                           |                                           |                                           |                                           |                                           |                                           |                                           |                                           |                                           |